# Список дерев'яних храмів Закарпатської області
Усього в Закарпатській області ___ дерев'яних церков із ___ дерев'яних культових споруд, до яких ще належать дзвіниці, каплиці тощо. ____ внесені до державного реєстру нерухомих пам'яток містобудування та архітектури місцевого та національного значення. Майже ______ % дерев'яних храмів використовують як культові споруди, але _____ всіх їх потребують ремонту чи відновлення.
| Населений пункт            | Координати                                                           | Назва храму                                                                                     | Рік спорудження | Рік реставрації | Релігійна конфесія            | Дзвіниця | Зображення       |
| -------------------------- | -------------------------------------------------------------------- | ----------------------------------------------------------------------------------------------- | --------------- | --------------- | ----------------------------- | -------- | ---------------- |
| Репинне                    | 48°07′34″ пн. ш. 22°47′39″ сх. д.                                    | Дерев'яна греко-католицька церква Святого Великомученика Дмитра (ΧVIII ст., мармарошська готика | 1780            |                 | греко-католицька              |          |                  |
| Крайниково                 |                                                                      | Церква святого архистратига Михаїла                                                             | 1668            | 1971            | греко-католицька              |          |                  |
| Олександрівка              |                                                                      | Церква святої Параскеви П'ятниці                                                                | 1753            | 2002            |                               |          |                  |
| Сокирниця                  |                                                                      | Дерев'яна церква (Сокирниця)                                                                    | 1704            |                 |                               |          |                  |
| Вільховиця                 |                                                                      | Церква святого Дмитра                                                                           | XVIIст.         |                 | Українська православна церква |          |                  |
| Руська Кучава              |                                                                      | Церква святого Архангела Михаїла                                                                | XVIIIст.        |                 |                               |          |                  |
| Сіль                       |                                                                      | Церква Святого Василія Великого                                                                 | 1703            |                 |                               |          |                  |
| Кострина                   |                                                                      | Церква Покрови Пресвятої Богородиці                                                             | 1645            |                 |                               |          |                  |
| Ізки                       |                                                                      | Церква Святого Миколи Чудотворця                                                                | 1751            | 2005            |                               |          |                  |
| Колодне                    |                                                                      | Церква святого Миколая Чудотворця                                                               | 1470            |                 |                               |          |                  |
| Ділове                     |                                                                      | Церква Різдва Пресвятої Богородиці                                                              | 1750            |                 | греко-католицька              |          |                  |
| Новоселиця                 | 48°7′46″ пн. ш. 23°13′33″ сх. д. / 48.12944° пн. ш. 23.22583° сх. д. | Церква Успіння Пресвятої Богородиці                                                             | XVII ст.        | 2007            |                               |          |                  |
| Четфолво, Берегівський р-н | {{{Координати}}}                                                     | Реформатський храм                                                                              |                 |                 | Реформати                     |          |                  |
|                            |                                                                      |                                                                                                 |                 |                 |                               |          | [[Файл:\|200px]] |
|                            |                                                                      |                                                                                                 |                 |                 |                               |          | [[Файл:\|200px]] |
|                            |                                                                      |                                                                                                 |                 |                 |                               |          | [[Файл:\|200px]] |
|                            |                                                                      |                                                                                                 |                 |                 |                               |          | [[Файл:\|200px]] |
|                            |                                                                      |                                                                                                 |                 |                 |                               |          | [[Файл:\|200px]] |